# 北本重二
北本 重二（きたもと しげじ、1929年12月14日 - 2022年1月22日）は、京都府出身のプロ野球選手。ポジションは投手。

## 来歴・人物
京都一商（1948年4月より西京商。2003年4月より西京高）では、エースとして甲子園に3回出場。1947年春の選抜は、1回戦でエース宮沢澄也を擁する松本商を降すが、2回戦で小倉中の福嶋一雄に完封を喫する。1948年は春夏の甲子園に連続出場。春の選抜は順調に勝ち進み決勝に進出。京都二商の足立礼四郎（法大－近鉄）と互いに無失点で投げ合うが、延長11回裏に相手捕手の失策でサヨナラ勝ち、初優勝を飾る。夏の選手権では春夏連覇が期待されたが、準決勝で桐蔭高の西村修に抑えられ0-1で惜敗。同年秋に行われた福岡国体でも決勝に進み福嶋一雄を擁する小倉高をノーヒットノーランに抑え優勝。
この活躍でプロ野球関係者からも注目されたが、9月の時点ではすでに阪神タイガースと入団契約を交わす。しかし、国体終了後に地元の球団である大陽ロビンスが阪神を上回る条件を提示。北本の父親はそれを受けて大陽と契約、阪神との契約を破棄したが、阪神側は9月9日付けの契約書の有効性を主張。それに対して大陽側は遡って9月4日付けの契約書を作成して対抗。結局、小細工が功を奏して父親の主張が通り、北本は大陽に入団した。この騒動により、国体の硬式野球の成績が抹消されている。
晴れて大陽に入団した北本だったがこの時点で肩を壊しており、1949年に1試合に登板したのみに終わり、1950年末に退団。1年のブランクを経て1952年に阪急ブレーブスに入団、プロ野球に復帰する。しかし、登板機会はなく同年限りで引退した。
退団後は社会人野球の電電近畿でプレーし、1956年時点では新潟県で織物業を営んでいた。

## 詳細情報

### 年度別投手成績
| 年 度     | 球 団     | 登 板 | 先 発 | 完 投 | 完 封 | 無 四 球 | 勝 利 | 敗 戦 | セ 丨 ブ | ホ 丨 ル ド | 勝 率 | 打 者 | 投 球 回 | 被 安 打 | 被 本 塁 打 | 与 四 球 | 敬 遠 | 与 死 球 | 奪 三 振 | 暴 投 | ボ 丨 ク | 失 点 | 自 責 点 | 防 御 率 | W H I P |
| --------- | --------- | ----- | ----- | ----- | ----- | -------- | ----- | ----- | -------- | ----------- | ----- | ----- | -------- | -------- | ----------- | -------- | ----- | -------- | -------- | ----- | -------- | ----- | -------- | -------- | ------- |
| 1949      | 大陽      | 1     | 0     | 0     | 0     | 0        | 0     | 0     | --       | --          | ----  | 15    | 2        | 5        | 0           | 4        | --    | 0        | 0        | 0     | 0        | 5     | 5        | 22.50    | 4.50    |
| 通算：1年 | 通算：1年 | 1     | 0     | 0     | 0     | 0        | 0     | 0     | --       | --          | ----  | 15    | 2        | 5        | 0           | 4        | --    | 0        | 0        | 0     | 0        | 5     | 5        | 22.50    | 4.50    |

### 背番号
- 21 （1949年 - 1950年）
- 18 （1952年）※二軍用の背番号